# Tony Geiss
Pour les articles homonymes, voir Geiss.
Tony Geiss, né Nicholas Anthony Geiss à New York (États-Unis), le 16 novembre 1924, et mort le 21 janvier 2011, est un scénariste, compositeur et producteur américain.

## Filmographie

### comme Scénariste
- 1985 : Suivez cet oiseau (Sesame Street Presents: Follow that Bird)
- 1986 : Fiével et le nouveau monde (An American Tail)
- 1996 : Elmo Saves Christmas (vidéo)
- 1998 : The Best of Kermit on Sesame Street (vidéo)
- 1999 : Cinderelmo (TV)

### comme Compositeur
- 1986 : Fiével et le nouveau monde (An American Tail)
- 1988 : Sesame Street Special (TV)
- 1991 : Big Bird in Japan (TV)